# Чемпионат Европы по софтболу среди мужчин 1999
4-й чемпионат Европы по софтболу среди мужчин 1999 проводился в городе Прага (Чехия) со 2 по 7 августа 1999 года с участием 6 команд.
В Чехии и городе Прага мужской чемпионат Европы проводился во 2-й раз.
Чемпионом Европы стала (во 2-й раз в своей истории) сборная Чехии, победив в финале сборную Нидерландов. Третье место заняла сборная Дании.
Впервые в чемпионате Европы участвовали сборные Бельгии и Великобритании.

## Итоговая классификация
| Место | Команда        |
| ----- | -------------- |
| 1     | Чехия          |
| 2     | Нидерланды     |
| 3     | Дания          |
| 4     | Израиль        |
| 5     | Бельгия        |
| 6     | Великобритания |